# Manat de Fulles de Roure
El Manat de Fulles de Roure (alemany: Eichenlaub; anglès: Oak leaf cluster) són un símbol polític i militar a Alemanya i militar als Estats Units. El símbol alemany prové del fet que el roure és l'arbre alemany per excel·lència donades les seves característiques d'acord amb la personalitat germànica (i de la seva presència constant dins de la mitologia germànica).

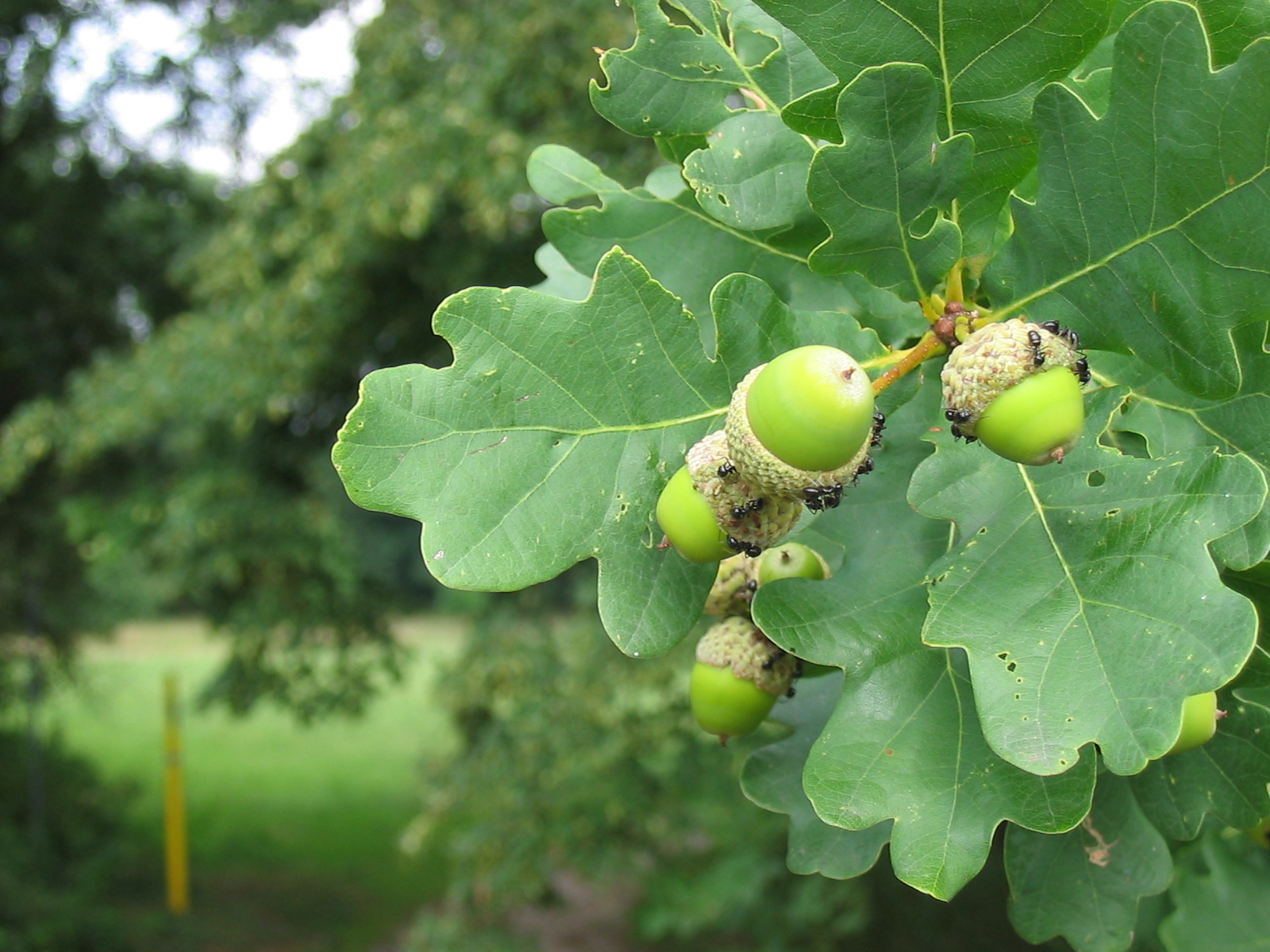
Fulles de roure autèntiques

## Significat

### Alemanya
El roure ha estat durant molt de temps l'arbre "alemany" per excel·lència. La seva dura fusta i les seves característiques el convertí en símbol d'immortalitat i constància pels teutons (veure, com a exemple Irminsul). Al romanticisme del segle xix es convertiria, a més, en el símbol de la lleialtat.
Des de la fundació de l'imperi Alemany el 1871, juntament al sentiment d'unitat nacional ha estat sempre un important símbol de captació per a la llengua germana. La simbologia de la pintura alemanya, les corones, signes i la nomenclatura territorial aquest símbol s'empra de forma similar al llorer a l'Imperi Romà i posteriors.
Per això es poden trobar sovint manats de fulles de roure com a símbol religiós i a monedes i bitllets. També es fa servir com a extensió a les condecoracions (per indicar una segona condecoració de la Pour le Mérite durant l'Imperi o com a grau superior per a la Creu de Cavaller de la Creu de Ferro)
Amb la desnazificació de les condecoracions de la Segona Guerra Mundial, habitualment se substituí l'esvàstica per unes fulles de roure. També apareixien fulles de roure a les monedes de Pfennigen (penics) i, des del 2001 a les monedes d'1, 2 i 5 cèntims d'euro alemanyes.

### Estats Units d'Amèrica

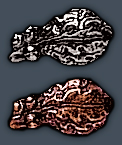
Fulles de roure en bronze i plata.

A la militaria dels Estats Units, el Manat de Fulles de Roure significa la repetida concessió d'una condecoració. El nombre de fulles de roure normalment indiquen el nombre de concessions posteriors de la condecoració.
Habitualment són en bronze, i cada 5 concessions se substitueix per un manat de plata, permetent així mostrar més concessions sobre un únic galó (per exemple, 6 concessions s'indicarien mitjançant un manat en plata i un altre en bronze)

### Regne Unit i Commonwealth
Al Regne Unit i, per extensió, als països de la Commonwealth, el Manat de Fulles de Roure significa la Menció als Despatxos, i es llueix com una condecoració per si mateixa sobre qualsevol galó (les múltiples condecoracions s'indiquen mitjançant barres).

### Marina
A moltes forces navals del planeta és tradició adornar la visera de la gorra. Habitualment, a partir de Capità de Navili llueixen unes fulles de roure ondulades. Els almiralls llueixen una doble decoració de fulles de roure anomenada habitualment "ous remenats" (scrambled eggs).

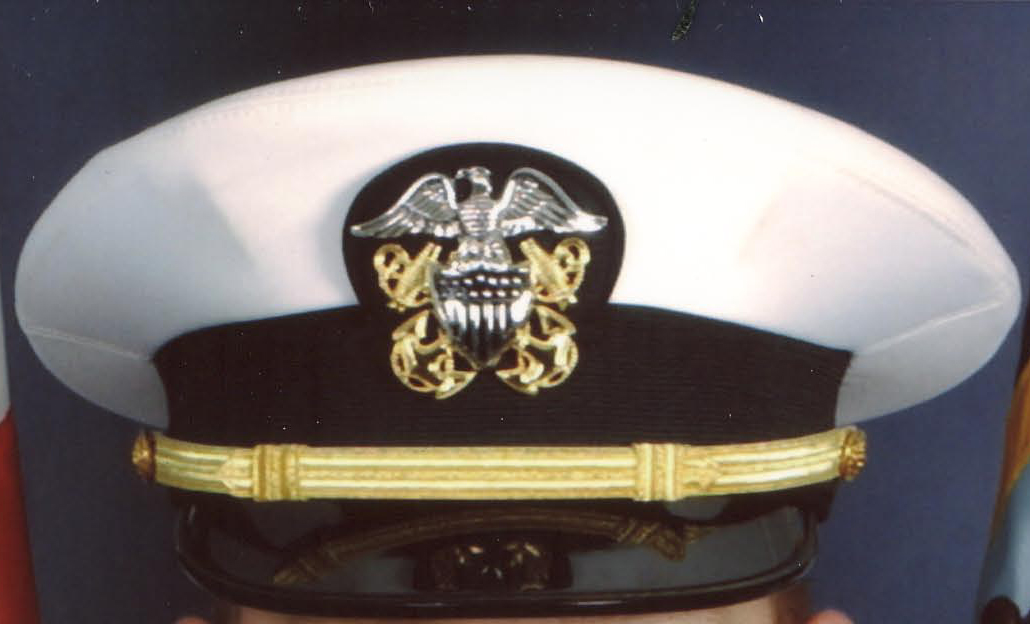
Gorra d'un capità de corveta (Lieutenant Commander) de la US Navy.
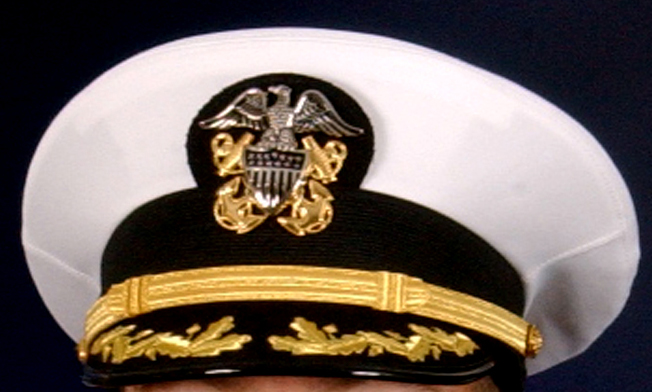
Gorra d'un capità (Commander o Captain).
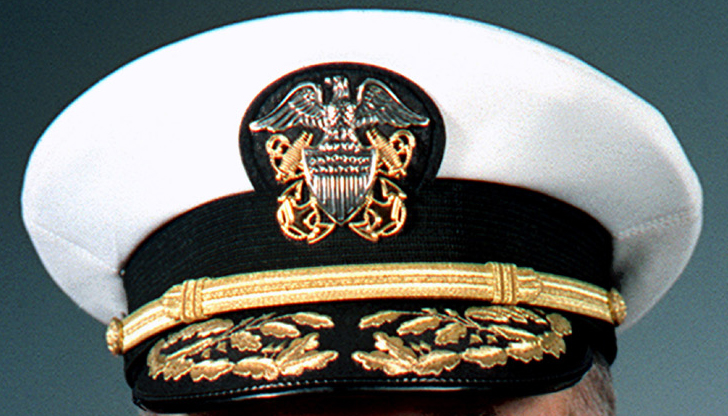
Gorra d'un almirall (Admiral).